# Eurycea subfluvicola
Espèce
Eurycea subfluvicola est une espèce d'urodèles de la famille des Plethodontidae.

## Répartition
Cette espèce est endémique du comté de Hot Spring en Arkansas aux États-Unis. Elle se rencontre dans le parc d'État de Lake Catherine.

## Publication originale
- Steffen, Irwin, Blair & Bonett, 2014 : Larval masquerade: a new species of paedomorphic salamander (Caudata: Plethodontidae: Eurycea) from the Ouachita Mountains of North America. Zootaxa, no 3786, p. 423–442.